# 菲古爾內島
菲古爾內島是俄羅斯的島嶼，屬於北地群島的一部分，由克拉斯諾亞爾斯克邊疆區負責管轄，長12公里、寬8公里，最高點海拔高度49米，島上無人居住。